# Джибути
Джибу́ти (араб. جيبوتي‎, фр. Djibouti), официальное название — Респу́блика Джибу́ти (араб. جمهورية جيبوتي‎, фр. République de Djibouti) — государство в Восточной Африке, в районе Африканского рога. На востоке омывается водами Аденского залива Аравийского моря. На севере граничит с Эритреей, на западе и юге — с Эфиопией, на юго-востоке — с непризнанным Сомалилендом, территорию которого международное сообщество считает частью Сомали.
Официальные языки — французский и арабский, при этом подавляющее большинство населения разговаривает на сомалийском и афарском языках.
Член ООН (1977), АС (2002), Движения неприсоединения (1977), ЛАГ (1977), Организации исламского сотрудничества (1994), Общего рынка Восточной и Южной Африки (КОМЕСА; 1994).

## Этимология
С провозглашением в 1977 году независимости от Франции страна получила название Джибути по названию своей столицы. Ойконим «Джибути», в свою очередь, происходит от названия мыса Рас-Джибути, на котором расположен город. По оценке Е. М. Поспелова, топоним «Рас-Джибути» происходит от неровной поверхности мыса, сложенного из мелких коралловых рифов.

## История
В первых веках н. э. территория нынешней Джибути заселялась кочевыми племенами, говорившими на кушитских языках — афар и исса. В V—VI веках входила в состав государства Аксум. В VII веке оказалась под властью арабских султанов. Среди местного населения распространился ислам и арабский язык.
В XVI веке, когда на полуострове Сомали шли войны между португальцами и эфиопами с одной стороны и турками и сомалийцами — с другой, территория нынешней Джибути была завоёвана португальцами. В XVII веке вновь установилось господство арабов. Коренное население сохраняло кочевой образ жизни, арабы составляли управляющую и торговую прослойки населения.
В 1862 году французы оформили своё владение нынешней Джибути договором с султаном Адала, по которому Франция получила территорию, населённую афарами, и якорную стоянку в Обоке. В 1881 году были учреждены французские акционерные компании по развитию территории в районе Обока. Было начато строительство современного города Джибути. Территория, именовавшаяся как Обок, в 1896 году получила официальное название Французский Берег Сомали (с 1967 года — Французская территория афаров и исса). В 1889 году русскими подданными-поселенцами была предпринята попытка колонизации части территории Французского Берега Сомали. После того, как полномочия основателя колонии и планы России не подтвердились, французский флот изгнал колонистов.
В 1946 году колония Французское Сомали получила статус «заморской территории» Франции.
В 1977 году после референдума предоставлена независимость, страна стала называться республика Джибути. В 1981 году введена однопартийная система (Народное объединение за прогресс).
Политическая жизнь в Джибути как во времена пребывания под колониальным протекторатом, так и после обретения независимости в 1977 году, определялась в значительной степени борьбой между крупнейшими населяющими страну этносами — афар и исса. В период действия колониального мандата в администрации господствовали афар, а после обретения страной независимости — исса. В 1979 году произошёл всплеск недовольства среди афаров, началась партизанская война. 

В 1991—2000 годах в Джибути шла гражданская война, закончившаяся соглашением о разделе полномочий.
В 2008 году между Джибути и Эритреей произошла краткосрочная война.

## Географические данные

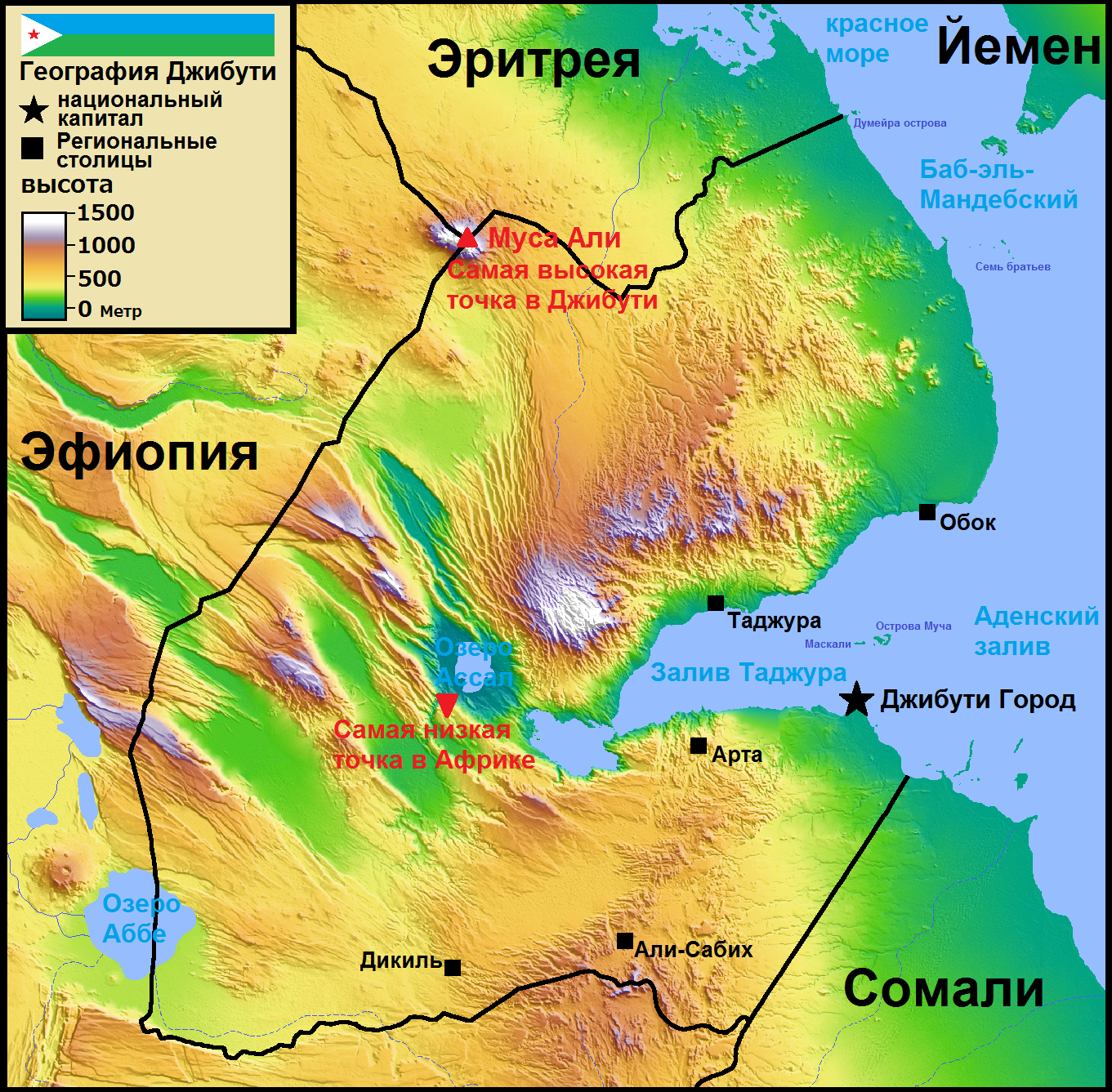
Карта Джибути

Джибути находится на северо-востоке Африки в районе Африканского рога. Граничит с Эфиопией, Эритреей и Сомали.
Площадь территории — 23 200 км².

## Природа

### Рельеф
Горные массивы чередуются с лавовыми плато, с конусами потухших вулканов. Центральную часть страны занимают каменистые, песчаные или глинистые равнины, наиболее пониженные участки которых занимают солёные озёра.

### Полезные ископаемые

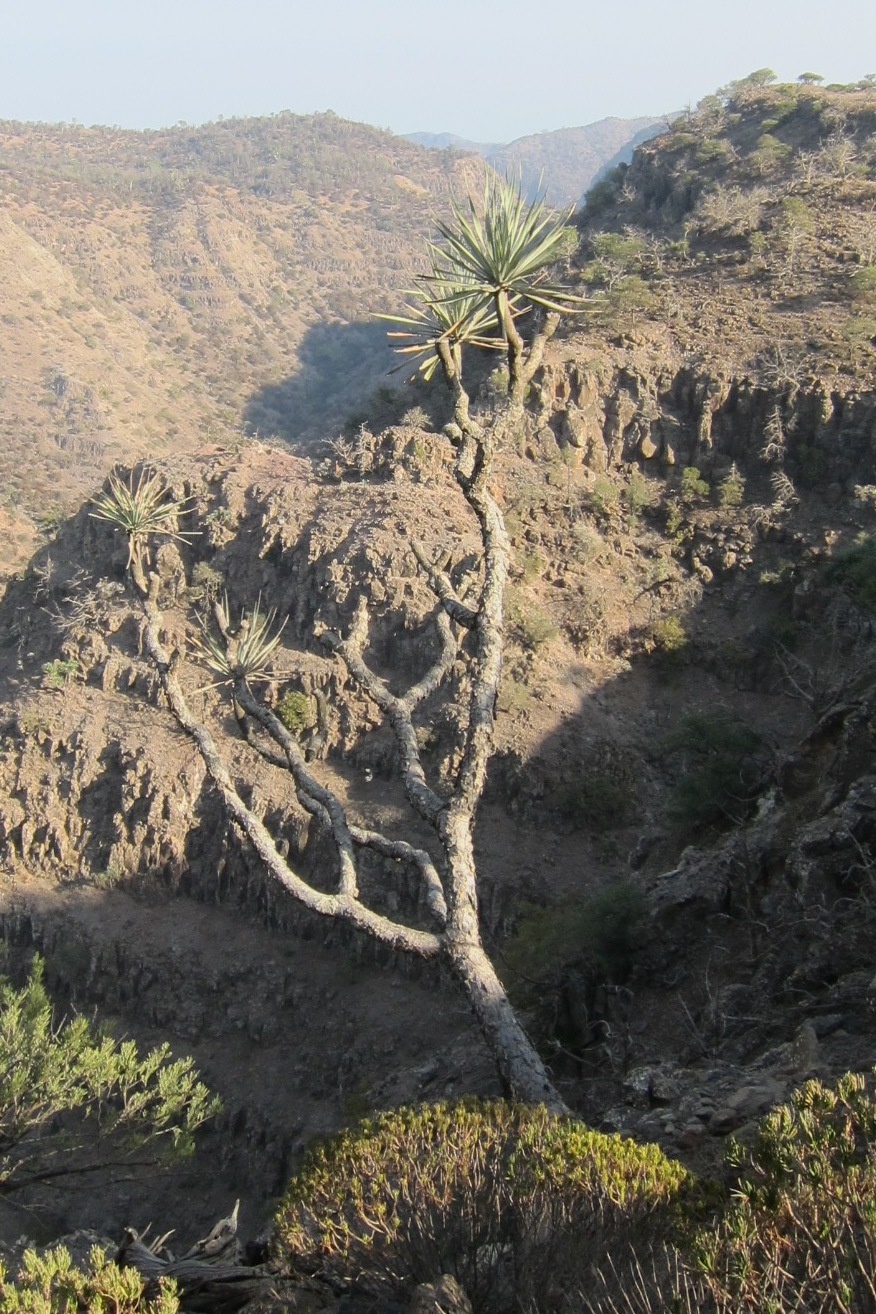
Драцена омбет на границе национального парка Форе дю Дэй (джибутийский регион Таджура)

Недра страны содержат запасы известняка, перлита.

### Внутренние воды
Постоянных рек нет.
В центре страны находится бессточное озеро Ассаль, побережье которого является самой низкой точкой Африки. Озеро с солёностью 350 ‰ является одним из самых солёных водоёмов мира.

### Растительность
В стране встречается дерево драцена омбет (Dracaena ombet), известное также под названием «африканское драконово дерево». Авторы книги «Редкие растения мира» (1983) назвали этот вид «одним из наиболее замечательных растений Джибути, Эфиопии и Судана».
Общая площадь лесов составляет 0,3 % территории страны.

### Животный мир
Животный мир беден. Вокруг оазисов встречаются антилопы, гиены, шакалы; в лесах — обезьяны. Много пресмыкающихся, насекомых. Прибрежные воды богаты рыбой.

## Население

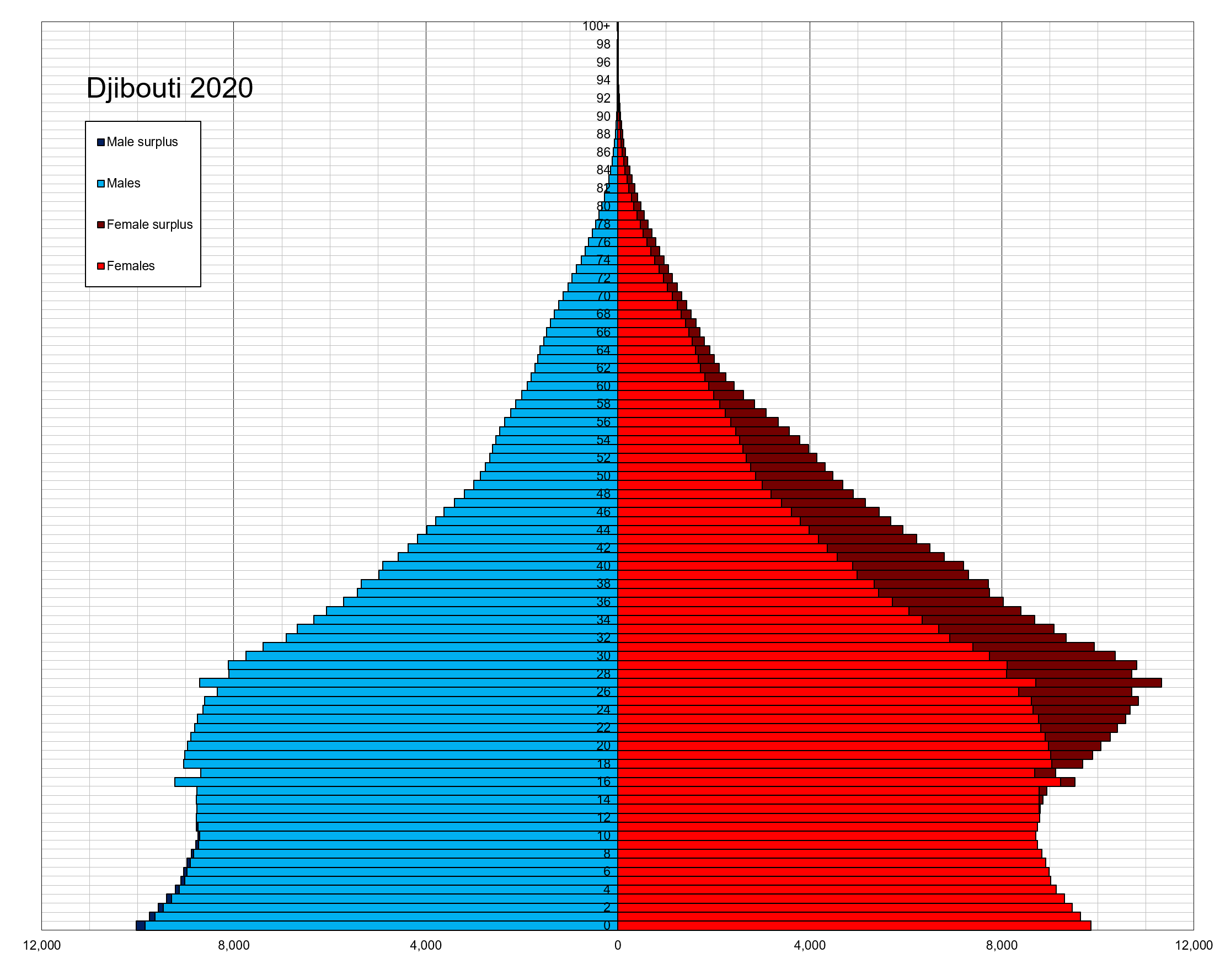
Возрастно-половая пирамида населения Джибути на 2020 год

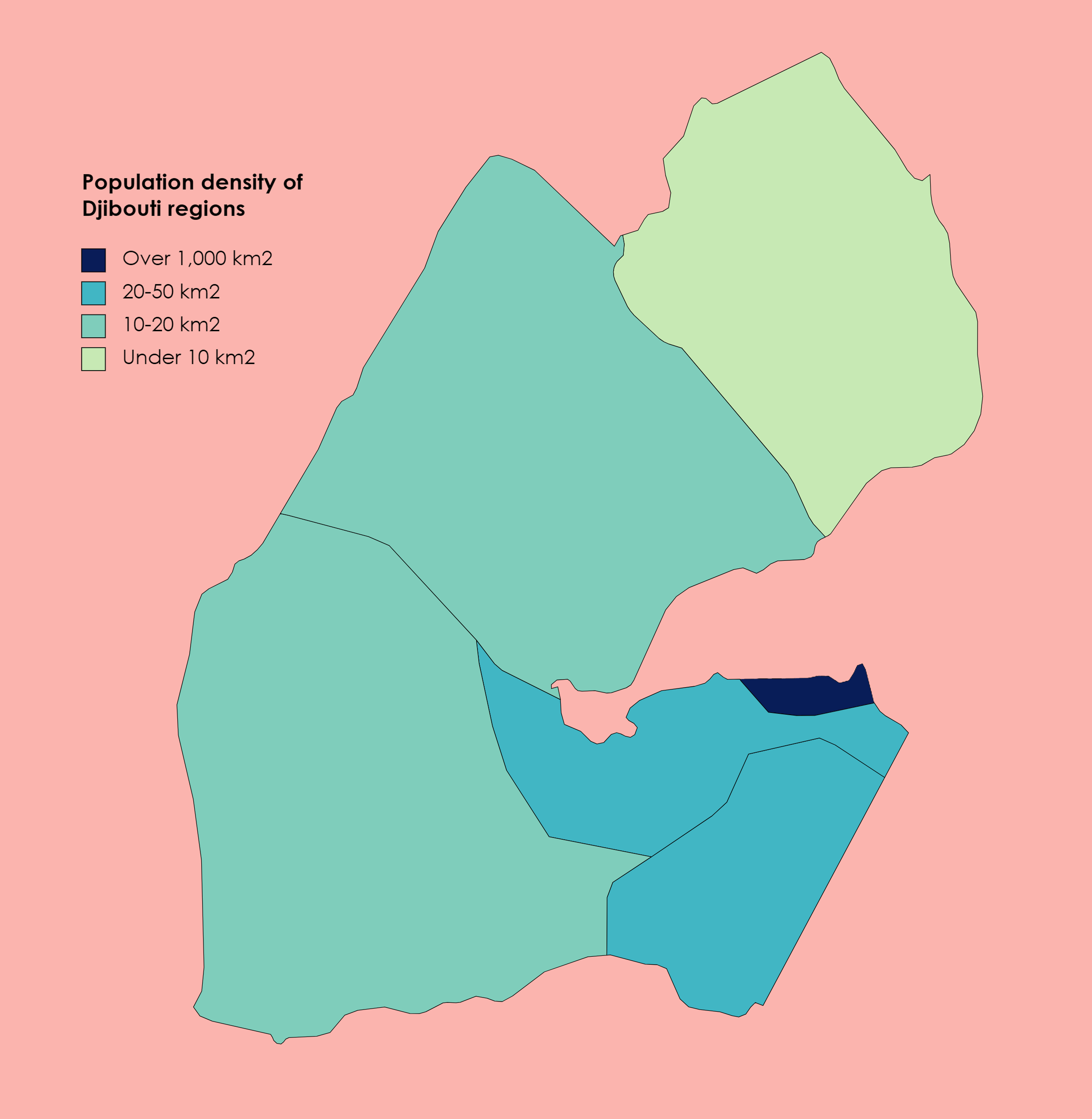
Плотность населения Джибути по регионам на 2019 год

Численность населения — 920 тыс. чел. (оценка на июль 2020).
Годовой прирост — 2,07 % (2020).
Основные города (2009)
| № | Город     | Население (29.05.2009) |
| - | --------- | ---------------------- |
| 1 | Джибути   | 475 322                |
| 2 | Али-Сабих | 37 939                 |
| 3 | Дихиль    | 24 886                 |
| 4 | Таджура   | 14 820                 |
| 5 | Арта      | 13 260                 |
| 6 | Обок      | 11 706                 |

Суммарный коэффициент рождаемости (фертильности) — 2,19 рождений на женщину (2020).
Младенческая смертность — 41,6 на 1000 (2020).
Средняя продолжительность жизни — 62 года у мужчин, 67 лет у женщин (2020).
Заражённость вирусом иммунодефицита (ВИЧ) — 1,2 % (оценка 2018).
Грамотность населения старше 15 лет — 68 % (оценка 2003).
Городское население — 78,1 % (в 2020).
Этнический состав: исса и другие сомалийские племена — 60 %, афар — 35 %, другие (французы, арабы, итальянцы, греки) — 5 %.
Языки: официальные — французский и арабский, разговорные — сомали и афар.
Основная религия — ислам суннитского толка (94 %). Христиане составляют 6 % населения страны.

## Административное деление
Территория Джибути разделена на 5 регионов и город Джибути, приравненный к региону. В свою очередь регионы разделены на округа. Округами управляют комиссары республики (префекты), которые одновременно являются ещё и мэрами окружных центров. Всего 11 округов:
- Алайли (Alaili Dadda);
- Али-Сабих (Ali Sabieh District);
- Ас Эйла (As Eyla District);
- Балге (Balha District);
- Дикиль (Dikhil District);
- Джибути (Djibouti District);
- Дорра (Dorra District);
- Обок (Obock District);
- Ранда (Randa District);
- Таджура (Tadjourah District);
- Йобоки (Yoboki District).

## Политическая структура
Джибути — республика. В 1896—1946 годах — колония Французское Сомали. С 1946 года — заморская территория Франции. В 1967 году территория получила внутреннее самоуправление и стала называться Французская территория афаров и исса (ФТАИ). 8 мая 1977 года состоялся референдум, в ходе которого большинство населения высказалось за провозглашение независимости страны.
27 июня 1977 провозглашена независимость. Государство получило название Республика Джибути. В стране действует конституция, одобренная на референдуме 4 сентября и вступившая в силу 15 сентября 1992 года.
Глава государства — президент. Президент избирается в ходе всеобщего голосования сроком на 6 лет и может переизбираться ещё на один срок. Президент имеет серьёзное влияние на правительство и является Верховным Главнокомандующим Вооружённых сил Джибути.
Законодательная власть принадлежит однопалатному парламенту — Национальному собранию, который состоит из 65 депутатов. Депутаты избираются всеобщим голосованием сроком на 5 лет. Право голоса — с 18 лет, право быть избранным — с 23 лет.
Исполнительная власть осуществляется президентом и правительством (Совет Министров). Правительство возглавляется премьер-министром. Однако, в стране преобладает клановая общественная иерархия, в результате чего эти группы представителей пытаются овладеть ключевыми постами в исполнительной сфере, и поставить на должность премьер-министра ключевую персону определённого клана.
Судебная система основывается на французском праве, мусульманском и традиционном праве (Xeer). Судебную власть представляет Верховный суд, основанный в 1979 году. Есть также Высший апелляционный суд и суд первой инстанции, трибунал безопасности, суды шариата, уголовные суды округов, а также суды по проблемам труда.

### Политические партии
В Джибути сложилась система с доминирующей партией; всего насчитывается более 20 политических партий. Наиболее влиятельные из них:
- «Народное объединение за прогресс, НОП» (Rassemblement populaire pour le progrès, RPP), лидер — Исмаил Омар Геллех (Ismael Omar Gelleh), ген. сек. — Мохамед Али Мохамед (Mohamed Ali Mohamed). Правящая партия, единственная легальная партия в 1981—1992;
- «Партия демократического обновления, ПДО» (Parti du renouveau démocratique, PRD) председатель — Абдиллахи Хамаретех (Abdillahi Hamareiteh), ген. сек. — Маки Хумед Габана (Maki Houmed Gaba). Выступает за создание демократического правительства, сформированного на основе парламентского большинства;
- «Союз демократического альянса, СДА» (Alliance républicaine pour la démocratie, ARD), управляющий — Ахмед Дини Ахмед (Ahmed Dini Ahmed). Основная оппозиционная партия;
- «Фронт за восстановление единства и демократии, ФВЕД» (Front pour la restauration de l’unité et la démocratie, FRUD), руководитель — Али Мохамед Дауд (Ali Mohamed Daoud), ген. сек. — Угуре Кифле Ахмед (Ougoureh Kifleh Ahmed). Основан в 1991 как военная группировка афаров, после раскола (1994) одна из её фракций в марте 1996 легализована как партия.

## Внешняя политика
- Российско-джибутийские отношения

## Вооружённые силы Джибути
Вооружённые силы Джибути состоят из сухопутных войск, береговой охраны, военно-воздушных сил и национальной жандармерии.

## Экономика
Экономика страны базируется на эксплуатации морского порта и свободной торговой зоны; со времени своего основания столица Джибути является главным торговым портом для Эфиопии.
Страна практически не имеет природных ресурсов, поэтому промышленность практически не развита.
Из-за скудных осадков сельское хозяйство малопродуктивно (приходится импортировать большую часть потребляемого продовольствия). Джибути сильно зависима от иностранной помощи. Входит в международную организацию стран АКТ.
ВВП на душу населения в 2018 году — 2050 долл. (137-е место в мире). Ниже уровня бедности — 42 % населения (в 2007 году), уровень безработицы — 11,1 % (в 2018 году).
Сельское хозяйство (3 % ВВП) — кочевое животноводство (козы, овцы), в небольших количествах выращиваются помидоры, а также арбузы и дыни. В 2018 году Китаем построена железная дорога Эфиопия — Джибути. По состоянию на середину марта 2018 года, по железной дороге Аддис-Абеба — Джибути было перевезено около 20 тыс. пассажиров и более 6000 грузовых контейнеров. Объёмы пассажирских и грузовых перевозок постепенно растут.
Экспорт (56,6 млн долл. в 2017 году): кофе (33 %) и другие растительные продукты (бобы, фрукт, овощи, чай — до 19 %), древесный уголь (8,4 %), а также реэкспорт готовых промышленных изделий из Эфиопии.
Основные покупатели — Великобритания (10 %), Нидерланды (8,3 %), Беларусь (7,9 %), Кувейт (7,5 %) и Индия (6,7 %)
Импорт (3,89 млрд долл. в 2017 году): продовольствие, напитки, транспортные средства, нефтепродукты.
Основные поставщики — КНР (56 %), Индия (7 %) и Индонезия (5,2 %)
Внешний долг — 1,6 млрд долл. (2017)

## Культура

### Образование
Грамотность населения старше 15 лет — 68 % (оценка 2003). Население Джибути молодое, около 40 % младше 15 лет. До получения независимости большинство населения было неграмотным, в 1969 году на всю страну приходилось 26 начальных, 3 средних и 2 технические школы.
Школьное образование бесплатное. Расходы на образование составляли 3,6 % ВВП (2018).
В 2006 г. был основан Университет Джибути, до этого студенты были вынуждены учиться за границей. В 2014 г. был запущен электронный кампус.

### СМИ
Государственная телерадиокомпания RTD (Radio Télévision de Djibouti — «Радио и телевидение Джибути»), включает в себя три телеканала (Télé Djibouti 1 (запущен в 1986 году), Télé Djibouti 2, Télé Djibouti 3) и одну радиостанцию (запущена в 1964 году).